# کلاریس اگبگننو
کلاریس اگبگننو (فرانسوی: Clarisse Agbegnenou‎؛ زادهٔ ۲۵ اکتبر ۱۹۹۲) یک جودوکار اهل فرانسه است.

## مدال‌ها

### مسابقات قهرمانی جهان
- -  مدال طلا مسابقات قهرمانی جهان ۲۰۱۴ در چلیابینسک.
  -  مدال نقره مسابقات قهرمانی جهان ۲۰۱۳ در ریودوژانیرو.
  -  مدال نقره مسابقات قهرمانی جهان ۲۰۱۵ در آستانه.
  -  مدال طلای تیمی مسابقات قهرمانی جهان ۲۰۱۱ در پاریس.
  -  مدال برنز مسابقات قهرمانی جهان ۲۰۱۱ در جونیور.

### مسابقات قهرمانی اروپا
- -  مدال طلا مسابقات قهرمانی اروپا ۲۰۰۸ کادت
  -  مدال برنز مسابقات قهرمانی اروپا ۲۰۱۲ در چلیابینسک.
  -  مدال نقره تیمی مسابقات قهرمانی اروپا ۲۰۱۲ در چلیابینسک.
  -  مدال طلا مسابقات قهرمانی اروپا ۲۰۱۳ در بوداپست.

### مسابقات قهرمانی کشور فرانسه
- -  مدال طلا مسابقات قهرمانی کشور فرانسه ۲۰۱۲.
  -  مدال طلا مسابقات قهرمانی کشور فرانسه ۲۰۱۰.
  -  مدال طلا مسابقات قهرمانی کشور فرانسه ۲۰۰۹.

### متفرقه
- -  مدال طلای مسابقات جایزه بزرگ پاریس ۲۰۱۳.
  - مدال طلای مسابقات جایزه بزرگ توکیو ۲۰۱۰.
  - مدال طلا مسابقات قهرمانی ابوظبی ۲۰۱۱.
  -  مدال نقره مسابقات قهرمانی دوسلدورف ۲۰۱۲.
  -  مدال نقره مسابقات قهرمانی ابوظبی ۲۰۱۰.